# 梅村蓉子
梅村 蓉子（うめむら ようこ、1903年10月21日 - 1944年3月8日）は、日本の女優である。本名は鈴木 花子（すずき はなこ）。

## 人物・来歴
1903年（明治36年）10月21日、東京府東京市日本橋区日本橋蛎殻町（現在の東京都中央区日本橋蛎殻町）の瀬戸物問屋に「鈴木花子」として生まれる。
旧制小学校に上がる1910年（明治43年）には、東京市本郷区（現在の文京区本郷）の本郷座で新派の初舞台を踏む。有楽座のお伽芝居の舞台にも立つ。
1922年（大正11年）、松竹蒲田撮影所に入社し、翌1923年（大正12年）公開、島津保次郎監督の『散りにし花』で映画界にデビューする。同年9月1日の関東大震災によって同撮影所は稼動を停止し、京都の松竹下加茂撮影所に異動になる。翌1924年（大正13年）早々には蒲田撮影所に戻るが、島津保次郎監督の『新己が罪』に主演したのを最後に、1925年（大正14年）、ふたたび京都に移り、松竹キネマを離れて日活京都撮影所に移籍した。溝口健二監督の『紙人形春の囁き』が出世作であり、阿部豊監督の『足にさはつた女』（1926年）、溝口健二監督の『唐人お吉』（1930年）等に主演し人気を得た。
1935年（昭和10年）、日活で争議が起きてからはフリーランスとなる。同年、永田雅一が立ち上げた第一映画の設立に参加、溝口健二監督の『マリヤのお雪』、『虞美人草』、『祇園の姉妹』、『浪華悲歌』等に出演した。翌1936年（昭和11年）、永田が新興キネマに入社するに至り、同社は解散、梅村も新興に移籍した。1942年（昭和17年）、戦時統制により同社が合併し、大映を形成すると、大映京都撮影所に所属した。
1944年（昭和19年）、溝口健二監督の『団十郎三代』の丹波山中でのロケーション撮影に参加したところ、急性盲腸炎から腹膜炎を併発、同年3月8日、死去した。満40歳没（享年42）。

## おもなフィルモグラフィ

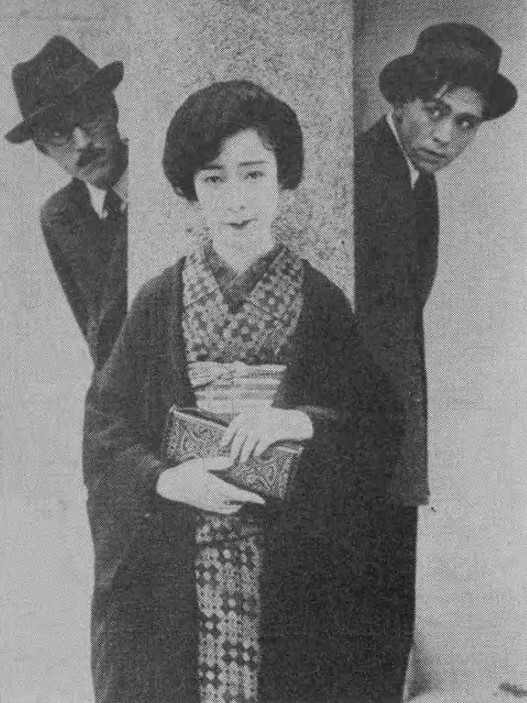
『足にさはつた女』（1926年）

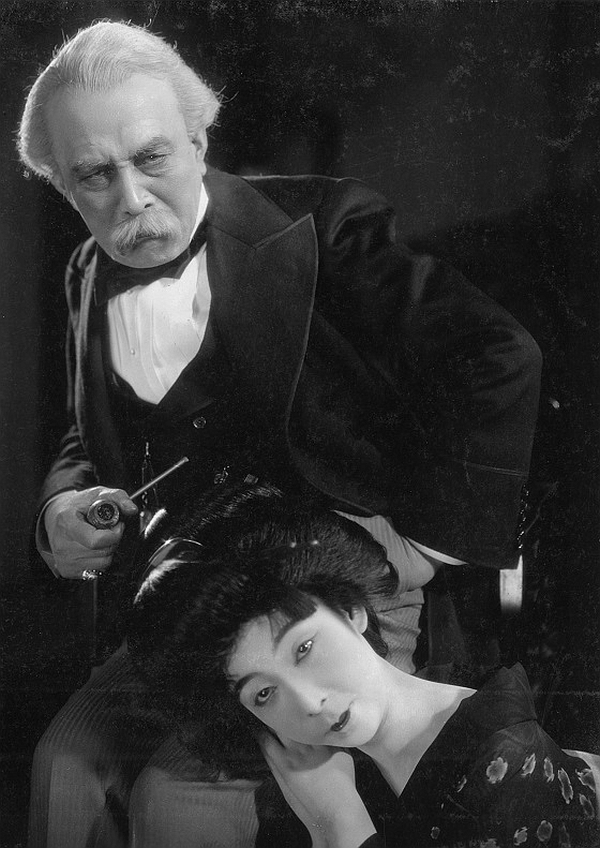
『唐人お吉』（1930年）

- 『散りにし花』 : 監督島津保次郎、1923年
- 『幽芳集 乳姉妹』 : 監督野村芳亭、1923年
- 『彼女の運命』 : 監督野村芳亭・池田義信、1924年
- 『新己が罪』 : 監督島津保次郎、1925年
- 『紙人形春の囁き』 : 監督溝口健二、1926年
- 『陸の人魚』 : 監督阿部ジャック（阿部豊）、1926年
- 『足にさはつた女』 : 監督阿部豊、1926年
- 『維新の京洛 竜の巻・虎の巻』 : 監督・脚本池田富保、1928年
- 『新版大岡政談 第一篇』 : 監督・脚本伊藤大輔、1928年
- 『新版大岡政談 第二篇』 : 監督・脚本伊藤大輔、1928年
- 『新版大岡政談 解決篇』 : 監督・脚本伊藤大輔、1928年
- 『日本橋』 : 監督溝口健二、1929年
- 『唐人お吉』 : 監督溝口健二、1930年
- 『侍ニッポン』 : 監督・脚本伊藤大輔、1931年版
- 『マリヤのお雪』  : 監督溝口健二、1935年
- 『虞美人草』 : 監督溝口健二、1935年
- 『父帰る』 : 監督寺門静吉、1935年
- 『浪華悲歌』 : 監督溝口健二、1936年
- 『祇園の姉妹』 : 監督溝口健二、1936年
- 『赤西蠣太』 : 監督伊丹万作、1936年
- 『静御前』 : 監督野淵昶、1938年
- 『阿波狸合戦』 : 監督寿々喜多呂九平、1939年
- 『残菊物語』 : 監督溝口健二、1939年
- 『浪花女』 : 監督溝口健二、1940年
- 元禄忠臣蔵 後篇 松竹京都 ... 戸田局1942.02.11
- 『海軍』 : 監督田坂具隆、1943年

## 註
1. ↑  梅村蓉子、『新撰 芸能人物事典 明治〜平成』、日外アソシエーツ、コトバンク、2025年7月31日閲覧。
2. 1 2 3 4 5 6  『銀幕の顔』、清水晶、社会保険研究所、1991年9月 ISBN 4882492113, p.30-31.
3. 1 2 3 4 5 6 7 8 9 10 11 12  梅村蓉子、『講談社 日本人名大辞典』、講談社、コトバンク、2010年2月25日閲覧。
4. 1 2  『昭和4年度「日本俳優名鑑」映画俳優の部』、「芝居とキネマ」昭和4年1月号新春付録、1929年1月、「伏見直江」の項。
5. 1 2  梅村蓉子、日本映画データベース、2010年2月25日閲覧。